# Вишнёвое (Омская область)
Вишнёвое — деревня в Колосовском районе Омской области. Входит в состав Строкинского сельского поселения.

## История
Основана в 1907 году. В 1928 году посёлок Малиновский состоял из 62 хозяйств, основное население — белорусы. Центр Малиновского сельсовета Нижне-Колосовского района Тарского округа Сибирского края. В 1964 году Указом Президиума ВС РСФСР село Малиновка переименовано в Вишнёвое.

## Население
| 1926 | 2010 |
| ---- | ---- |
| 302  | ↘59  |